# Dorsale Explorer

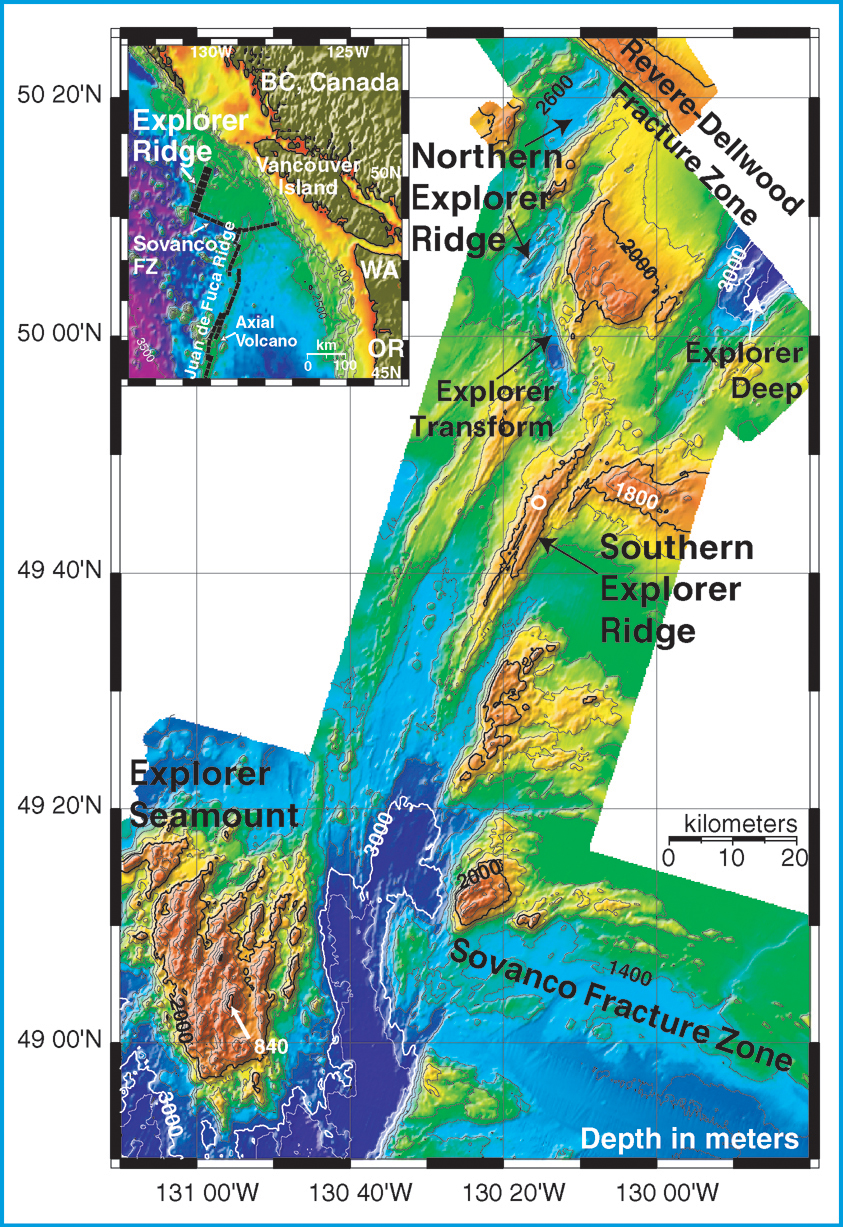
Mappa batimetrica dell'area della dorsale Explorer, effettuata con dati raccolti tra il 1980 e il 1984. Il cerchietto bianco rappresente approssimativamente la posizione dell'area di sorgenti idrotermali Magic Mountain.

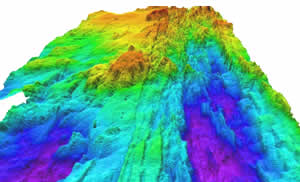
Mappa batimetrica della cresta della dorsale Explorer Meridionale. I colori viola e blu scuro rappresentano le profondità più elevate.

La dorsale Explorer è una dorsale oceanica, un margine divergente di placche tettoniche, lunga circa 241 km e situata sul fondo dell'Oceano Pacifico nordorientale, al largo della costa occidentale dell'isola di Vancouver, nella regione canadese della Columbia Britannica. A est della dorsale è presente la placca Explorer che, assieme alla placca di Juan de Fuca e alla placca di Gorda, a sud, rappresenta quello che rimane della grande placca Farallon, ormai quasi del tutto subdotta sotto la placca nordamericana.

## Descrizione
La dorsale Explorer si estende verso nord-est a partire dalla zona di frattura di Sovanco e si congiunge, nella tripla giunzione della regina Charlotte, con la parte settentrionale della zona di subduzione della Cascadia e la parte meridionale della faglia della regina Charlotte, una faglia trasforme che si estende davanti alla costa della Columbia Britannica e dell'Alaska. Lungo il suo percorso la dorsale appare molto segmentata, il più grande dei suoi segmenti è chiamato dorsale Explorer Meridionale.

## Geologia
Questo margine di placca divergente si è formato circa 5 milioni di anni fa quando l'estremità settentrionale della placca di Juan de Fuca si è spaccata lungo la faglia di Nootka ed ha formato placca Explorer (di fatto essa, assieme alla dorsale di Juan de Fuca e alla dorsale di Gorda, costituisce quello che rimane nell'Oceano Pacifico nordorientale della grande dorsale pacifica di Farallon). Studi hanno evidenziato come tutto ciò ebbe alcune importanti ramificazioni nell'evoluzione geologica dell'intera regione. Dalla sua formazione, infatti, si è riattivato il vulcanismo dell'arco di Cascadia, che si estende dalla California settentrionale alla Columbia Britannica sudoccidentale, e hanno iniziato a formarsi la catena delle Cascate e la catena delle montagne Olympic.
La dorsale Explorer è oggi sismicamente attiva. La maggior altezza della dorsale Explorer Meridionale, che arriva a circa 1.800 m dalla superficie del mare, rispetto alla maggior parte dei segmenti di tutte le dorsali del Pacifico nordorientale, fa capire che, negli ultimi 100.000 anni, l'attività vulcanica (e conseguentemente sismica) deve essere stata assai importante lungo questo tratto.

## Formazioni di rilievo lungo la dorsale
La dorsale Explorer include una profonda valle di rift che si estende lungo il suo asse per quasi tutta la sua lunghezza. Questo rift segna l'attuale confine tra le placche tettoniche qui adiacenti, dove il magma proveniente dal mantello raggiunge il fondale marino e, una volta eruttato come lava, va a formare nuovo materiale crostale per le placche.
Fino al 2002 la dorsale Explorer era rimasta la meno esplorata fra le varie dorsali presenti nel Pacifico nordorientale, sebbene fosse già nota la sua importante attività sismica e la sua ricchezza di sorgenti idrotermali.
Lungo la dorsale Explorer Meridionale è presente una vasta area di sorgenti idrotermali chiamata Magic Mountain. Quest'area è del tutto particolare sia per la sua posizione piuttosto defilata rispetto all'asse della dorsale, che per il suo lungo periodo di attività. Le sorgenti stanno formando degli spessi depositi di sulfuri sul fondo oceanico e ciò ha dato vita ad un ecosistema popolato da molti strani organismi abissali.